# Авичи Арена
Авичи Арена (на шведски: Avicii Arena, до 2021 г. позната като Ериксон Глоуб) е закрита арена в Стокхолм, Швеция.
Това е най-голямата сферична сграда в света, залата е място за концерти и спортни мероприятия.